# A magyar labdarúgó-válogatott 2016. november 13-i mérkőzése
A magyar labdarúgó-válogatott 2018-as világbajnoki selejtezőjének  negyedik mérkőzését Andorra ellen, 2016. november 13-án Budapesten, a Groupama Arénában rendezik. Ez a magyar labdarúgó-válogatott 913. hivatalos mérkőzése és a két válogatott egymás elleni 3. összecsapása.

## Helyszín
A találkozót Budapesten rendezik, a Groupama Arénában.

## A mérkőzés
| 2016. november 13. 18:00 |

| Magyarország                                                         | 4–0                         | Andorra |
| -------------------------------------------------------------------- | --------------------------- | ------- |
| Gera 34' Lang 43' Gyurcsó 73' Szalai 88' Kleinheisler 15' Korhut 35' | (2–0) Jegyzőkönyv Részletek |         |

| Groupama Aréna, Budapest Nézőszám: 20 000 Játékvezető: Christos Nicolaides (ciprusi) |

### Az összeállítások
| Csapatszínek | Csapatszínek | Csapatszínek |
| Csapatszínek |              |              |
| Csapatszínek |              |              |
|              |              |              |
| Magyarország |              |              |

| Csapatszínek | Csapatszínek | Csapatszínek |
| Csapatszínek |              |              |
| Csapatszínek |              |              |
|              |              |              |
| Andorra      |              |              |

## Gólok és figyelmeztetések
A magyar válogatott játékosainak góljai és figyelmeztetései a selejtezősorozatban.
Csak azokat a játékosokat tüntettük fel a táblázatban, akik legalább egy gólt szereztek vagy figyelmeztetést kaptak.
A játékosok vezetéknevének abc-sorrendjében.
| Mérkőzés            | Mérkőzés | Mérkőzés | Mérkőzés | Mérkőzés | Mérkőzés | FRO–HUN     | HUN–SUI     | LVA–HUN     | HUN–AND     | POR–HUN     | AND–HUN     | HUN–LVA     | HUN–POR     | SUI–HUN     | HUN–FRO     |
| ------------------- | -------- | -------- | -------- | -------- | -------- | ----------- | ----------- | ----------- | ----------- | ----------- | ----------- | ----------- | ----------- | ----------- | ----------- |
| Figyelmeztetések    | Gól      |          |          |          | KM       | 2016.09.06. | 2016.10.07. | 2016.10.10. | 2016.11.13. | 2017.03.25. | 2017.06.09. | 2017.08.31. | 2017.09.03. | 2017.10.07. | 2017.10.10. |
| Fiola Attila        | 0        | 1        | 0        | 0        | 0        | Sárga lap   |             |             |             |             |             |             |             |             |             |
| Gera Zoltán         | 1        | 0        | 0        | 0        | 0        |             |             |             | Gól         |             |             |             |             |             |             |
| Gyurcsó Ádám        | 2        | 0        | 0        | 0        | 0        |             |             | Gól         | Gól         |             |             |             |             |             |             |
| Kádár Tamás         | 0        | 2        | 0        | 0        | 1        | Sárga lap   |             | Sárga lap   | X           |             |             |             |             |             |             |
| Kleinheisler László | 0        | 2        | 0        | 0        | 0        | Sárga lap   |             |             | Sárga lap   | X           |             |             |             |             |             |
| Korhut Mihály       | 0        | 1        | 0        | 0        | 0        |             |             |             | Sárga lap   |             |             |             |             |             |             |
| Lang Ádám           | 1        | 0        | 0        | 0        | 0        |             |             |             | Gól         |             |             |             |             |             |             |
| Szalai Ádám         | 4        | 0        | 0        | 0        | 0        |             | Gól · Gól   | Gól         | Gól         |             |             |             |             |             |             |
| Összesen            | 8        | 6        | 0        | 0        | 1        |             |             |             |             |             |             |             |             |             |             |

Jelmagyarázat: Helyszín: O = Otthon; I = Idegenben;
 = szerzett gólok;  = sárga lapos figyelmeztetés;  = egy mérkőzésen 2 sárga lap utáni azonnali kiállítás;  = piros lapos figyelmeztetés, azonnali kiállítás; X = eltiltás; KM = eltiltás miatt kihagyott mérkőzés

## Örökmérleg a mérkőzés után
| Magyarország |           | Andorra |
| ------------ | --------- | ------- |
| 3            | Győzelem  | 0       |
| 0            | Döntetlen | 0       |
| 11           | Gólok     | 0       |
| 6/6          | Pontok    | 0/6     |
| 100%         | %         | 0%      |

A táblázatban a győzelemért 2 pontot számoltunk el.

### Összes mérkőzés
Győzelem
      Döntetlen
      Vereség
| No.       | Dátum         | Helyszín                          | Nézőszám | Mérkőzés     | Eredmény                       | Gólszerző(k)                                                        | Forrás |
| --------- | ------------- | --------------------------------- | -------- | ------------ | ------------------------------ | ------------------------------------------------------------------- | ------ |
| 1. (875.) | 2012. 09. 07. | Budapest, Groupama Aréna          | 1 100    | vb-selejtező | Andorra–Magyarország 0–5 (0–2) | Juhász 12', Gera 32' (11-esből), Szalai 54', Priskin 68', Koman 82' | [ 1 ]  |
| 2. (884.) | 2013. 10. 15. | Budapest, Puskás Ferenc Stadion   | 5 000    | vb-selejtező | Magyarország–Andorra 2–0 (0–0) | Nikolics 52', Lima 76'                                              | [ 2 ]  |
| 3. (913.) | 2016. 11. 13. | Budapest, Groupama Aréna          | 20 000   | vb-selejtező | Magyarország–Andorra 4–0 (2–0) | Gera 34', Lang 43', Gyurcsó 73', Szalai 88'                         | [ 3 ]  |
| 4. (917.) | 2017. 06. 09. | Andorra la Vella, Estadi Nacional |          | vb-selejtező | Andorra–Magyarország 1–0 (1–0) | Rebés 26'                                                           | [ 4 ]  |